# Tullii
Légende :
♦Patricien, ♦Plébéien, ♦Consulaire, ♦Sénatorial, ♦Équestre
Gens et Liste des gentes romaines
Les Tullii sont les membres de la gens romaine Tullia, prétendument issue du roi légendaire Servius Tullius. C'est le nomen porté par Cicéron.

## Origines
Le prénom du roi Tullus Hostilius dérive de la même racine que le nomen Tullius, comme le praenomen Marcus et le nomen Marcius par exemple. Les Tullii prétendent descendre de Servius Tullius et ainsi, de Tarquin l'Ancien par sa fille, Tarquina.
En revanche, Cicéron, originaire de Tusculum et en qualité d'homo novus, ne croit pas qu'il est un descendant de Servius Tullius. Il considère d'ailleurs cette hypothèse comme absurde,,.
Les historiens considèrent cette gens comme plébéienne, appartenance toutefois discutée dans le cas le plus ancien avec Manius Tullius Longus, consul en -500 .

## Membres

### Sous la Royauté
- Tullius Corniculanus, prince de Corniculum ;
  - Servius Tullius, (v.-610 - -534), sixième roi légendaire de la Rome antique ;
    - Tullia, (v.-580 - -534?), tuée par sa sœur ;
    - Tullia, (v.-575 - ap.-534), épouse d'Aruns Tarquinius puis de Tarquin le Superbe ;
- Manius Tullius Longus, consul en 500 av. J.-C.

### Sous la République
Tout les Tullii connue sous la République sous plébéien.

#### Tullii Decula
Les Tullii Decula sont d'une origine inconnu.
- Aulus Tullius, (v.-180 - ?);
  - Marcus Tullius, (v.-150 - ?), triumvir monétaire vers -120;
    - Marcus Tullius Decula, (v.-125 - ap.81), consul en -81.

#### Tulli Cicero
Les Tullii Cicero sont originaires d'Arpinum, ils sont inscrits dans la tribu Cornelia.
- Marcus Tullius Cicero, (v.-155 - v.-106), décurion;
  - Marcus Tullius Cicero, (v.-130 - 64), chevalier romain;
    - Marcus Tullius Cicero, (-106 - -43), consul en -63;
      - Tullia, (v.-79 - -45), épouse de Caius Calpurnius Piso Frugi puis de Furius Crassipes puis de Publius Cornelius Dolabella;
      - Marcus Tullius Cicero, (v.-64 - ap.-23), consul suffect en -30[b 1],[a 3];

    - Quintus Tullius Cicero, (-102 - -43), proconsul d'Asie en -61;
      - Quintus Tullius Cicero, (-67/6 - -43), questeur en -43;

  - Lucius Tullius Cicero, (v.-125 - ap.-102), chevalier romain[b 2];
    - Lucius Tullius Cicero, (v.-98 - -68);
    - Tullia, épouse de Lucius Aelius Tubero[3].

#### Tulii de Pergame
Le philosophe Cratippe de Pergame reçoit la citoyenneté romaine grâce à la requête de Cicéron.
- Marcos Tullios Kratippos, (v.-90 - ap.-51), philosophe;
  - Marcus Tullius Cratippus, (v.-65 - ap.-29), sacerdos Romae;
  - Tullia, (v.-60 - ?), épouse de Titus Aufidius Spinter[b 3];

### Sous le Principat

#### Tulii Marsi
- Publius Tullius Marsus, (v.165 - ap.207), consul suffect en 207;
  - ? Tullia Marsilla Quentinia Rossia Rufina Rufia Procula, (v.190 - ?)[b 4];

#### Autres
- Caius Terentius Tullius Geminus, (v.5 - ap.62), consul suffect en 47;
- Lucius Valerius Tullius Tuscianus, (v.120 - ap.v.160), chevalier romain[b 5].
- Tullius Crispinus, (v.150 - 6/193), Préfet du prétoire en 193.

## Culture populaire
Tullius est le nom d'un général de la légion impériale (son prénom n'est pas connu) dans le jeu vidéo The Elder Scrolls V : Skyrim.